# Symfonie nr. 7 (Schubert)

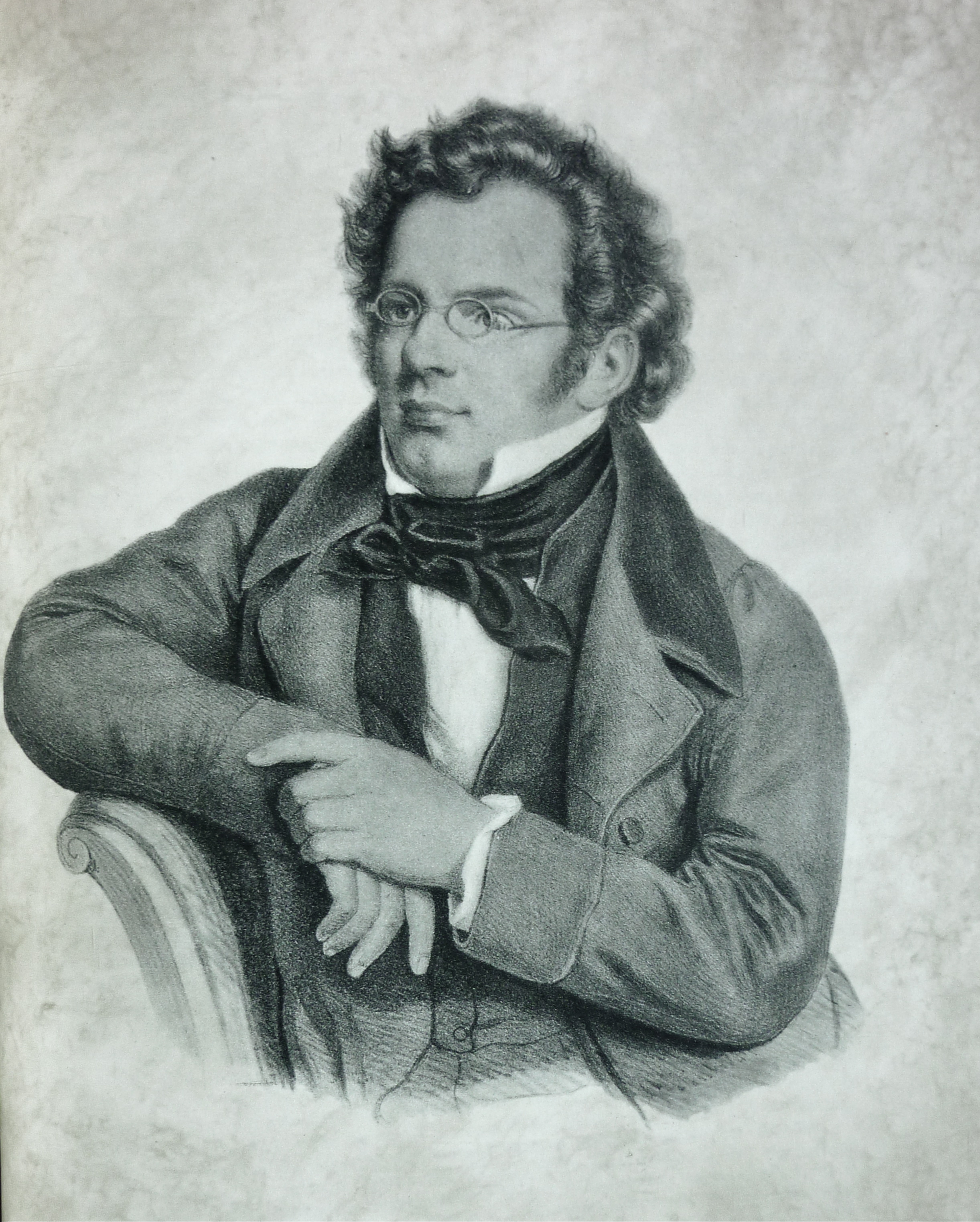
Franz Schubert

De Symfonie in e-mineur/E-majeur (D729) schreef Franz Schubert in de zomer van 1821. Het is een van de vijf niet (compleet) voltooide symfonieën van de componist.
Schubert liet zeven geheel voltooide symfonieën na. Zijn beroemdste onvoltooide is "de" Onvoltooide, de Symfonie nr. 8 in b kl.t., D759 uit 1823. De symfonie D729 gaat aan deze Onvoltooide vooraf en is evenmin voltooid. Schubert legde de symfonie opzij voor de opera Alfonso und Estrella en maakte het werk nooit af. Toch verschilt het werk drastisch van zijn directe opvolger en van de drie andere onvoltooiden. Schuberts autograaf bevat 1340 maten, maar van 950 daarvan is slechts één notenbalk ingevuld. Een dikke honderd maten werden wel door hem georkestreerd, voordat hij het project terzijde legde. Bijzonder aan die honderd maten is de inzet van drie trombones en vier hoorns, waarmee deze symfonie een grotere orkestbezetting zou hebben gehad dan Schuberts 8e ("Onvoltooide") en 9e {"Grote") symfonie. 
De vier delen zijn:
1. Adagio - Allegro
2. Andante
3. Scherzo und Trio
4. Allegro giusto

De hoofdtoonsoort van de symfonie is E-majeur, maar het relatief lange inleidende adagio staat in e-mineur. 
Na Schuberts dood waren er al snel plannen om het onvoltooide werk te orkestreren en uit te voeren. Aanvankelijk zou Felix Mendelssohn Bartholdy dat karwei op zich nemen, later werden ook de namen van Johannes Brahms en Sir Arthur Sullivan in dit verband genoemd. Het was echter pas de Engelse componist John Francis Barnett die in 1883 een speelbare versie publiceerde.
Bekender werden de versies van Felix Weingartner (1934) en Brian Newbould (1984). Beide versies werden op LP en cd gezet.
De symfonie wordt vaak als "nummer 7" genoemd, hoewel in de laatste versie uit 1978 van de catalogus van Otto Erich Deutsch de Onvoltooide (die van oudsher als "nummer 8" bekend stond) dat nummer heeft gekregen.